# Bordertown (2006)
Bordertown is een voor de Gouden Beer genomineerde Amerikaanse dramafilm uit 2006 onder regie van Gregory Nava. De productie beleefde haar wereldpremière op het Brussels International Festival of Fantastic Film. Het verhaal is (losjes) gebaseerd op de moorden in Ciudad Juárez.

## Verhaal
Lauren Adrian (Jennifer Lopez) is een ambitieuze Amerikaanse journaliste die met tegenzin naar Ciudad Juárez reist, om er een mogelijk verhaal te onderzoeken over in grote aantallen verdwijnende vrouwen. Ze ging akkoord met de opdracht omdat haar baas George Morgan (Martin Sheen) haar een gewilde baan als buitenlands correspondent in het vooruitzicht stelde.
In Juarez bevindt zich een vrije handelszone waar honderden vrouwen onder barre omstandigheden slechtbetaald fabriekswerk verrichten in maquiladoras. Regelmatig verdwijnen grote aantallen van hen op weg van het werk naar huis. De regionale journalist Alfonso Diaz (Antonio Banderas) wil daar wel ruchtbaarheid aan geven, maar moet voorzichtig zijn. De lokale autoriteiten stoppen de moorden op de vrouwen namelijk liever in de doofpot dan dat ze proberen de zaken op te lossen, vanwege de economische belangen. Ze willen voorkomen dat de moorden in het nieuws verschijnen en zo Juarez een slechte naam bezorgen.
Wanneer Eva Jimenez (Maya Zapata) op een avond van de fabriek naar huis reist, is ze laatste in de bus. Buschauffeur Domingo Esparza (Irineo Alvarez) rijdt haar naar een afgelegen plek, waar hij haar samen met Aris Rodriguez (Rene Rivera) verkracht. De mannen laten Jimenez voor dood achter in een zelf gegraven graf, maar het meisje leeft nog en komt ongezien weg. Wanneer ze met haar verhaal hulp zoekt bij de krant van Diaz, neemt Adrian haar op sleeptouw, in de hoop een goed verhaal te scoren. Rodriguez komt er kort daarop achter dat Jimenez nog leeft en zet de jacht in op zowel haar als Adrian. Ondertussen moeten ze ook de autoriteiten ontlopen, omdat het anders zeker slecht afloopt met Jimenez.
In de Verenigde Staten zet een invloedrijke familie op hetzelfde moment druk op Morgan om het verhaal niet af te drukken, vanwege internationale economische belangen. Adrian wordt door een collega ingelicht dat haar baas van plan is haar in eerste instantie met lof ontvangen verhaal in de prullenbak te gooien.

## Rolbezetting
| Acteur                 | Personage               |
| ---------------------- | ----------------------- |
| Jennifer Lopez         | Lauren Adrian           |
| Antonio Banderas       | Alfonso Diaz            |
| Maya Zapata            | Eva Jimenez             |
| Sônia Braga            | Teresa Casillas         |
| Teresa Ruiz            | Cecila Rojas            |
| Juan Diego Botto       | Marco Antonio Salamanca |
| Zaide Silvia Gutierrez | Lourdes Jimenez         |
| Rene Rivera            | Aris Rodriguez          |
| Irineo Alvarez         | Domingo Esparza         |
| Martin Sheen           | George Morgan           |
| Randall Batinkoff      | Frank Kozerski          |
| Kate del Castillo      | Elena Diaz              |
| Juanes                 | zichzelf                |

## Trivia
- Zanger Juanes verschijnt kort in Bordertown als zichzelf, waarbij hij zijn nummer La camisa negra zingt.